# Asota doryca
Asota doryca là một loài bướm đêm trong họ Erebidae.